# Nairobi Terminus
Nairobi Terminus ist ein Bahnhof im Süden der kenianischen Hauptstadt Nairobi.

## Lage und Geschichte
Der Bahnhof verbindet Mombasa an der Küste Kenias mit der 480 km entfernt liegenden Hauptstadt Nairobi. Der Bahnhof wurde zeitgleich mit dem Streckenabschnitt Mombasa–Nairobi im Jahr 2017 eröffnet. Die Bahnstrecke sowie der Bahnhof in Nairobi wurden von einer chinesischen Firma grundlegend saniert bzw. neu erbaut. So verfügt der Bahnhof nun über Klimatisierung, einen Warteraum, Ticketschalter- und Automaten, einen Infopoint, Gepäckaufbewahrung, digitale Monitore, er ist permanent mit Personal besetzt. Der Bau des Bahnhofs zählt zu den größten Infrastrukturprojekten Kenias seit seiner Unabhängigkeit.
Der Bahnhof ist nun nach der Sanierung barrierefrei, verfügt über Blindenleitlinien und Blindenschrift, akustische Ansagen und Aufzüge.